# Cattedrale di San Columba (Oban)
La cattedrale di San Columba (in inglese: Cathedral of St. Columba) è situata nella città di Oban, in Scozia ed è la chiesa principale della diocesi cattolica di Argyll e delle Isole.
La cattedrale è stata progettata in stile neogotico dall'architetto Sir Giles Gilbert Scott. I lavori per la costruzione dell'edificio hanno avuto inizio nel 1932 per volere del vescovo Donald Martin e si sono conclusi nel 1959 con l'acquisto delle due campane. La chiesa è stata realizzata utilizzando granito rosa di Peterhead e blu di Inverawe, per rappresentare la forza della fede dei cattolici della Scozia dell'ovest e delle Isole di Scozia.